# Бий бий
«Бий бий» — четвертий сингл українського рок-гурту Роллікс. Сингл був виданий 2008 року. 4 грудня 2008 року відбувся реліз кавер-версії гурту «ФаНеро».

## Відеокліп
Відео було відзняте наприкінці 2008 року та презентоване 8 жовтня в київському клубі «Бочка Хмільна». Знімальним майданчиком став автодром на столичному комплексі «Чайка». На відео показано гурт Роллікс, що грає на автодромі в оточенні купи танцюючих людей. Деякі з них намагаються пробити величезну цегляну стіну, але їм це не вдається.

За словами гурту, суть відео: 
|   | показати, що всі люди постійно кудись біжать, долають перепони, падають, вдаряються, збивають один одного, а потім трісь – і стіна, далі дороги нема |
| — | |

.

## Трек-лист
1. «Бий бий» (оригінальна версія) — 3:26
2. «Бий бий» (ФаНеро ремікс) — 3:50

## Цікаві факти
Саме композиція «Бий бий» дала назву альбому «Перетворися на зброю», бо ці слова звучать у приспіві пісні.